# 橫谷企鵝屬
橫谷企鵝屬（學名：Crossvallia）為已滅絕的企鵝，包含兩種：南翼橫谷企鵝（C. unienwillia）及懷帕拉橫谷企鵝（C. waiparensis）。本屬物種的解剖構造顯示牠們與 Anthropornithinae 為近親。

## 分類學
企鵝目 Sphenisciformes
- 企鵝科 Spheniscidae
  - †橫谷企鵝屬 Crossvallia
    - †南翼橫谷企鵝 C. unienwillia Tambussi et al., 2005
    - †懷帕拉橫谷企鵝 C. waiparensis Mayr et al., 2019

南翼橫谷企鵝為本屬中最早發表的物種，來稱來自於其化石的發現地南極洲西摩島的橫谷層（地層年代為贊尼特期），估計體長可達 140 cm（4.6英尺）。
2019 年 8 月，懷帕拉橫谷企鵝的腿骨化石由業餘古生物學家 Leigh Love於紐西蘭懷帕拉綠沙地層中發現，包括完整的兩條脛骨、腳掌、局部腳趾，以及股骨上端；其體長估計長約 160 cm（5.2英尺），體重則可達 70至80（150至180磅）。牠們生活於 66 - 56 百萬年前的古新世，並且為南極洲南翼橫谷企鵝的近親。